# Chloris humbertiana
Chloris humbertiana är en gräsart som beskrevs av Aimée Antoinette Camus. Chloris humbertiana ingår i släktet kvastgrässläktet, och familjen gräs. Inga underarter finns listade i Catalogue of Life.